# Buran 2.01
Il Buran 2.01 (numero di serie: 3K 11F35, numero di versione: OK-2.01) era uno spazioplano del Programma Buran, il programma spaziale sovietico che aveva l'obiettivo di costruire un veicolo spaziale riutilizzabile analogo allo Space Shuttle statunitense. La sua costruzione non fu mai completata a seguito della cancellazione del programma nel 1992.
Questo veicolo è noto anche come shuttle 2.01 nei paesi anglossassoni (da shuttle che significa navetta).

## Sviluppo
Come indicato dalla numerazione, lo shuttle 2.01 doveva essere il primo esemplare di una seconda serie di navette. Le differenze principali rispetto alla prima serie (gli shuttle Buran 1.01 e Buran 1.02) riguardano la cabina di pilotaggio, che era stata migliorata in previsione del primo volo con equipaggio umano con la dotazione di un sistema di supporto vitale e di seggiolini eiettabili Zvezda K-36RB.
La navetta non ricevette mai un nome ufficiale, ma secondo voci non confermate si sarebbe dovuta chiamare Baikal (in russo: tifone). Alla data della cancellazione del Programma Buran, la sua costruzione non era stata ancora ultimata (si stima che fosse stata completata al 30-50%).

## Voli pianificati
Secondo i piani di sviluppo del 1989, la navetta 2.01 avrebbe dovuto compiere, nel 1994, il suo primo volo orbitale con equipaggio umano per una durata complessiva di 24 ore. L'equipaggio designato era composto da due cosmonauti: Igor' Volk (comandante) e Aleksandr Ivanchenko (ingegnere di volo).

## Destinazione finale
Dopo aver trascorso alcuni anni nella fabbrica di Tušino (in cui era stata costruita) la navetta fu trasferita, il 16 ottobre 2004, a Mosca presso l'NPO Molniya.
Inizialmente il 2.01 sembrava destinato all'Auto und Technikmuseum Sinsheim (Museo automobilistico e tecnologico di Sinsheim), un museo tecnologico situato a Sinsheim in Germania, che ha poi acquistato un altro veicolo del programma Buran, lo shuttle di test OK-GLI, conservato, dal 2008, presso il Technik Museum Speyer di proprietà del succitato museo di Sinsheim.